# Obonjan
Obonjan egy sziget az Adriai-tengerben, Horvátországban, Észak-Dalmáciában, a šibeniki szigetvilágban, Zlarin közelében.

## Leírása
A sziget észak-déli irányban nyúlik el, hosszúsága 1,6 km, legnagyobb szélessége 550 m, magassága 55 m. Partvonalának hosszúsága 3,8 km. Nyaranta kompjárat köti össze Šibenikkel és a közeli (Kaprije, Žirje) szigetekkel.
A szigetet régen kígyósziget néven ismerték, de a kígyókat mongúzok behozatalával kiirtották. 1971-ben egy cserkészcsapat érkezett a lakatlan, macchiával borított szigetre, és a barátságtalan szigetet elkezdték a fiatalság oázisává alakítani. A későbbi években az egész volt Jugoszláviából származó cserkészek vettek részt itt sátoros nyaralásokban. Az Ifjúsági Sziget első igazgatója Slavko Bjažić volt. 
A horvátországi háború alatt a szigeten menekültek voltak elszállásolva. A menekültek távozása után a föld és az ingatlanok tulajdonosaként Šibenik városát vették nyilvántartásba. Ezt követően a SIH (Horvát Cserkészszövetség) pert indított a bíróságon a sziget birtoklásáért, amelyet 2007-ben elvesztett. Ezt követően a szigetet elkezdték kereskedelmi forgalomba hozni, és elvesztette az évek során uralkodó romantikus Robinson Crusoe-sziget jellegét, amikor életét csak a cserkészszervezetek irányíthatták.
A szigetnek három kikötője van, amelyek közül kettő működik. Az egyiket fő kikötőnek használják, míg a másikat csak a fő kikötőben uralkodó rossz idő esetén. A harmadik kikötő a régi kikötő, amely a strand részeként szolgál. A leghíresebb obonjani táborok a pakráci, az eszék-čepini, a zágráb-trešnjevkai, a vinkovci, és a verőcei cserkészszervezetek táborai voltak.

## Fordítás
Ez a szócikk részben vagy egészben  az   Obonjan című horvát Wikipédia-szócikk ezen változatának fordításán alapul.  Az eredeti cikk szerkesztőit annak laptörténete sorolja fel. Ez a jelzés csupán a megfogalmazás eredetét és a szerzői jogokat jelzi, nem szolgál a cikkben szereplő információk forrásmegjelöléseként.